# Вродило! Live 2006
«Вродило!» — концертний альбом українського гурту «Брати Гадюкіни», виданий у 2006 році.

## Композиції
CD1
1. Інтро (0:52)
2. Було Не Любити (4:35)
3. Аріведерчі Рома (4:14)
4. «Карпати» Програли в Футбол (4:16)
5. Ой, Лихо (6:09)
6. Звьоздочка Моя (4:55)
7. Мостиська (3:57)
8. Шейк (4:20)
9. Ми Ходили-дили-дили (7:23)
10. Наркомани На Городі (4:34)
11. Міську Вважай (3:56)

CD2
1. Роксоляна (5:36)
2. Тернопіль (4:16)
3. Сорок Пачок «Верховини» (3:51)
4. Америка (5:04)
5. Дупа Джалізовая (3:35)
6. Лібідо (3:30)
7. Жовті Стрічки (5:52)
8. Дівчина З Коломиї (4:19)
9. 117 Стаття (6:32)
10. Всьо Чотко (6:04)